# 中国人民解放军第二十一师
中国人民解放军第二十一师，是中国人民解放军曾经的一个师。
1949年6月，由华北军区独立第5旅改称中国人民解放军第7军第21师，下辖第61、第62、第63团，师长范忠祥，政委李建良。该师前身是1948年10月组建的晋中军区独立第2旅，1948年12月改称华北军区独立第5旅。21师组建后，参加了进军西北和解放西南的作战。1950年12月改编为炮兵第4训练基地，1951年撤销。